# 安德列·艾席蒙
安德列·艾席蒙（André Aciman，1951年1月2日—）是一位埃及出生的塞法迪猶太作家。他在埃及亞歷山大港出生及成長，目前正在紐約市立大學研究院擔任比較文學特聘教授，負責教導文學理論歷史和馬塞爾·普魯斯特的作品。他是一些小説的作家，其中包括《以你的名字呼喚我》（2007年達同志文學獎男同性戀小説範疇贏家），以及1995年的回憶錄《出埃及》，並贏得了懷丁作家獎。
艾席蒙曾經在紐約大學教導創意寫作，以及在普林斯頓和巴德學院教導法語文學。2009年，他在維思大學擔任客座傑出作家。

## 早年生活與教育
艾席蒙出生於埃及亞歷山大港，父親亨利·N·艾席蒙是一家針織工廠的主人，母親雷吉娜則為失聰人士。艾席蒙在法語環境中長大，家人還用意大利語、希臘語、拉迪諾語和阿拉伯語溝通。其父母是擁有土耳其和意大利血統的塞法迪猶太人，來自于1905年居住在亞歷山大港的家庭。由於是其中一個外國群體的成員，他的家人不能成爲埃及公民。艾席蒙在小的時候錯誤地認爲自己是法國公民。他在埃及的英式學校學習。
雖然他的家人在1956至1957年的埃及逃亡和驅除事件中遭到倖免，但是當時總統贾迈勒·阿卜杜-纳赛尔與以色列的緊張局勢之下，使得猶太人處於危險的境地，而他的家族在九年后（1965年）離開埃及。在他父親為其家人購買了意大利國籍后，艾席蒙與其母親和兄弟以難民的身份前往羅馬，而父親在搬去巴黎。1968年，他們搬去紐約。1973年，他在利曼學院的英語和比較文學獲得文學士學位，並于1988年在哈佛大學的比較文學獲得文學碩士和哲學博士學位。

## 《出埃及》
艾席蒙的回憶錄《出埃及》受到廣泛的評價。《紐約時報》的角谷美智子稱這本書為「非凡的回憶錄……給讀者留下了一個已消失世界的迷人肖像。」她同時將他的作品與勞倫斯·達雷爾作出比較，並説道：「這裏有一些絕妙生動的場景，就像加布列·馬奎斯中某些奇怪和絕妙的東西，同時也像契訶夫中某些滑稽和出人意料的東西。」

## 獎項
- 1995年懷丁作家獎（英语：Whiting Awards）
- 2007年達同志文學獎（英语：Lambda Literary Award）

## 著作

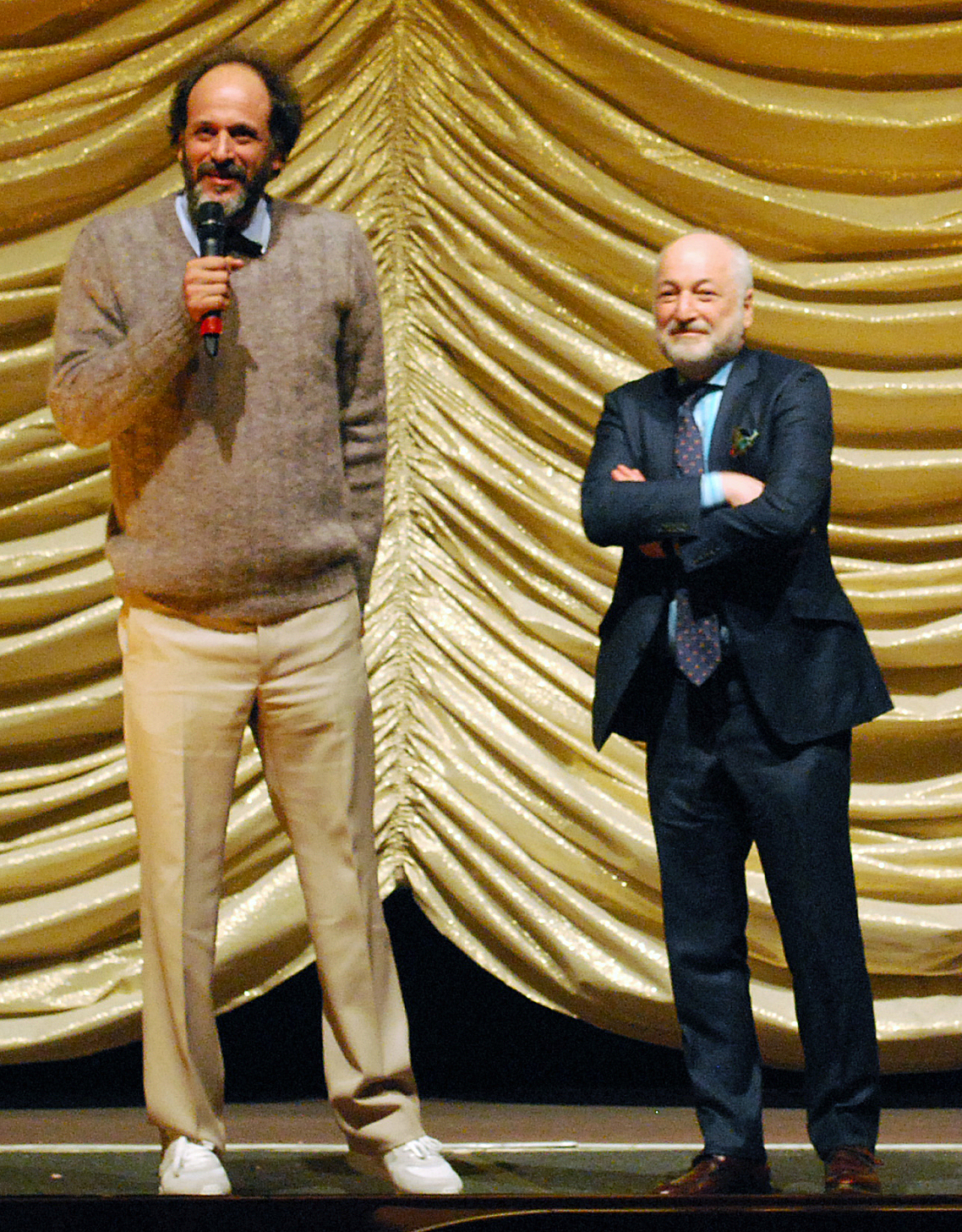
盧卡·格達戈尼諾和艾席蒙在第67屆柏林影展出席《以你的名字呼喚我》的放映會。

### 书籍
- 《出埃及》（回忆录，1995）[2][3]
- 《偽報告：關於流放與記憶的論文集》（2000）[2][3]
- 《普魯斯特計畫》（2004）[2][18]
- 《以你的名字呼喚我》（小說，2007）[18]
- 《八個白色的夜晚》（小說，2010）[18]
- 《藉口：在其他地方的散文》（2011）[18]
- 《哈佛廣場》（小說，2013）[18]
- 《愛的變奏曲》（小說，2017）[18]
- 《在世界的盡頭找到我》（小說，2019）- 《以你的名字呼喚我》續集。

## 延伸閲讀
- Aciman, André. . New York Times. 8 June 2009  [2009-09-21]. （原始内容存档于2018-06-15）.

## 外部連結
- bookslut.com的「與安德列·艾席蒙的訪問」 （页面存档备份，存于）
- YouTube上的安德列·艾席蒙的創作、作品和靈感來源
- . The Wesleyan Argus.   [2017-09-05]. （原始内容存档于2017-09-05）.
- 懷丁基金會中安德列·艾席蒙的人物簡介 （页面存档备份，存于）